# كوري (موريتانيا)
كوري هي مدينة موريتانية تقع في مقاطعة قابو في منطقة كيدي ماغا الواقعة في جنوب موريتانيا.

## الموقع
تقع بلدية كوري في جنوب ممنطقة كيدي ماغا الواقعة في جنوب موريتانيا، وتبلغ مساحتها 954 كيلومتر مربع، ويحدها من الشمال بلدية عر وبلدية حاسي شكار، ومن الشمال الشرقي بلدية سيليبابي، ومن الغرب بلدية ومبو، بينما يحدها من الجنوب الغربي نهر السنغال الذي يشكل حدود البلدة مع السنغال. تضم مدينة كوري عدة بلديات من أهمها بلدية دياجويلي الواقعة على بعد 7 كيلومتر شرق المدينة. تُطل المدينة على ضفاف نهر باكل في السنغال، وتُعد الزوارق البخارية هي وسيلة الانتقال اليومية من المدينة إلى الضفة الأخرى من النهر.

## السكان
شهدت بلدة كوري نموًّا سكانيًّا ملحوظًا خلال القرن الحادي والعشرين، حيث ارتفع عدد سكان البلدة من 18073 نسمة في عام 2000، إلى 26142 نسمة في عام 2013 بمُعدل نمو سنوي بلغ 3٪ على مدى 13 عامًا.

## التاريخ
تأسست مدينة كوري بموجب المرسوم الصادر في 20 أكتوبر عام 1987 بشأن تأسيس البلديات الموريتانية.

## التقسيم الإداري
كانت مدينة كوري تابعة في السابق لمقاطعة سيليبابي، ولكنها بدءًا من عام 2018 أصبحت المدينة جزءًا من مقاطعة قابو بعد إعادة التقسيم الإداري للمنطقة.

## الاقتصاد
تُشكل الزراعة النشاط الاقتصادي الرئيسي لسكان بلدة كوري مثلهم في ذلك مثل سكان جميع البلدات الموريتانية الموجودة في المنطقة تقريبًا. ومع ذلك فلا يزال اقتصاد البلدة متواضعًا وهش بسبب ما يواجهه من عقبات تُعرقل محاولات تنميته، ولا سيما الظروف المناخية أو قلة الإمكانيات المتوفرة للمزارعين. وفي سبيل للتغلب على هذه المعوقات، قامت الحكومة الموريتانية بالتعاون مع المنظمات غير الحكومية المختلفة لتمويل عدد من المشاريع التي تُساعد على تحسين الظروف المعيشية لسكان البلدة، مثل مشروع توزيع طواحين الطاقة الشمسية في منطقة أزنيغي فولان كجزء من برامج التنمية التي قادتها منظمة العمل الدولية ضد الجوع لرفع مستوى الأمن الغذائي بالمنطقة، كما يجري تنفيذ مشروع لتطوير 60 هكتارًا من الأراضي لزراعة الأرز.

## الخدمات

### الخدمات الصحية
تحوي مدينة كوري مركزًا صحّيًا افتتح في عام 2018 في محلة الإسلام، ويتضمن هذا المركز غرف للفحص والاستشفاء والولادة، ويضم فريق العاملين في المركز طاقم التمريض بالإضافة إلى قابلة وصيدلي.

### خدمات التعليم
شهد عام 2018 افتتاح مدرسة ابتدائية في محلية صبوالة مما سمح للسكان القريبين بتعليم أطفالهم.